# Cleanup Time
Cleanup Time (englisch für „Aufräumzeit“) ist ein Lied von John Lennon aus dem Jahr 1980, das von ihm geschrieben und in Kooperation mit Yoko Ono und Jack Douglas produziert wurde. Es erschien im November 1980 auf dem Album Double Fantasy.

## Hintergrund

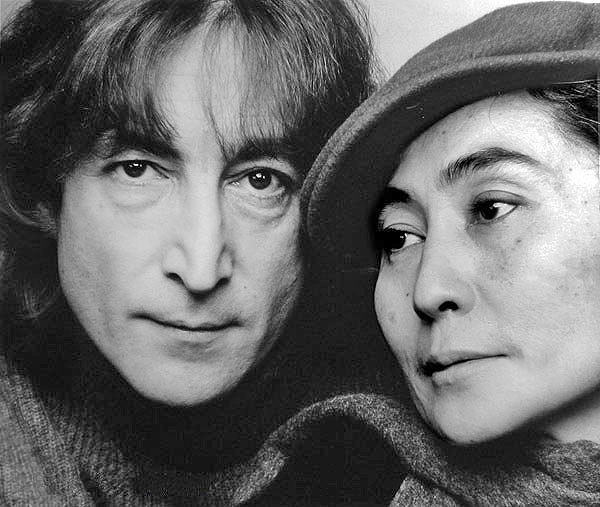
John Lennon und Yoko Ono, 1980

Cleanup Time wurde laut John Lennon im Juni 1980 auf den Bermudas recht schnell komponiert.
Lennon sagte 1980 über die Entstehung des Liedes: „Der Song entstand aus einem Telefongespräch mit Jack Douglas, bevor ich ihn kennengelernt hatte, vor der Session. Ich war auf den Bermudas und wir sprachen über die Siebziger und so. Wir sprachen darüber, aufzuräumen und von Drogen und Alkohol und solchen Dingen wegzukommen – nicht ich persönlich, sondern Menschen im Allgemeinen. Er sagte: 'Nun, es ist Zeit für Aufräumarbeiten, oder?' Ich sagte: 'Das ist es sicher', und das war das Ende des Gesprächs. Ich ging direkt ans Klavier und fing an zu tanzen, und 'Cleanup Time' kam raus.“
Nach seiner Rückkehr nach New York nahm er mehrere Demos des Songs auf einem Klavier auf. Der Text von Cleanup Time ähnlich wie Watching the Wheels bezieht sich auf das Privatleben der Lennons ab 1975, nachdem sich John Lennon aus dem Musikgeschäft zurückgezogen hatte. So heißt es im Text, dass die Königin das Geld zählt (Yoko Ono leitet die Finanzgeschäfte), während der König backt (John Lennon leitet den Haushalt): „The queen is in the counting home, Counting out the money, The king is in the kitchen, Making bread and honey.“ Weiterhin wird in dem Text auch die damalige Situation der Familie Lennon glorifiziert.
Lennon erklärte diese Zeilen später als „eine Beschreibung von John und Yoko und ihrem kleinen Palast, dem Schloss von Versailles – dem Dakota“. John Lennon sagte über die Arbeitsaufteilung: „Ich habe es immer ignoriert. Jetzt kümmert sich Yoko um das Geschäft und steckt Geld in Dinge wie Kühe und Immobilien. Unter uns mussten wir uns der Realität stellen, dass das Geld da war, und ich habe das immer vermieden. Ich bin zu künstlerisch, um in irgendeiner Weise mit Geld umzugehen. Ich bin ein Sozialist, der zufällig dieses Geld bekommt. Das zu ignorieren hat mir immer Probleme bereitet.“
Der Text Cleanup Time nimmt auch Bezug auf die Lennon Komposition von 1968 Cry Baby Cry, bei der es im Text heißt: „The king of Marigold was in the kitchen, Cooking breakfast for the queen, The queen was in the parlour, Playing piano for the children of the king“
Beide Lieder wiederum sind von dem Text des Kinderliedes Sing a Song of Sixpence inspiriert, in dem die Textzeile: „The king was in his counting house, Counting out his money. The queen was in the parlour, Eating bread and honey.“ vorkommt.

## Aufnahme

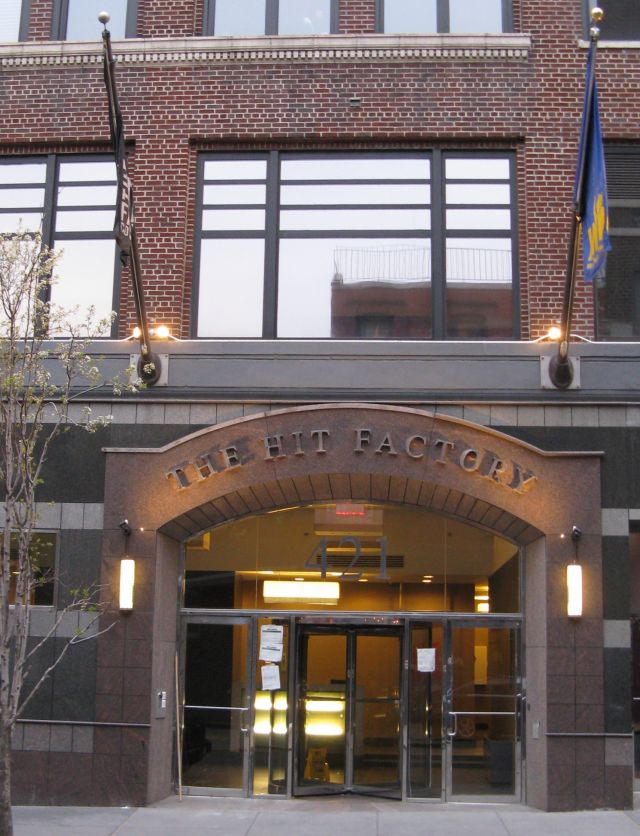
Aufnahmestudio The Hit Factory

Die ersten Aufnahmesessions für Cleanup Time fanden am 13. August 1980 im Studio The Hit Factory in New York statt, wobei Jack Douglas, John Lennon und Yoko Ono als Produzenten fungierten. Lee DeCarlo, John Smith, James Ball, Tony Davillo und Julie Last waren die Toningenieure der Aufnahme. Die Blasinstrumente wurden als Overdubs am 5. September eingespielt. Lennon nahm seinen Gesang am 17. September auf. Die Abmischung erfolgte am 18. Oktober.
Besetzung:
- John Lennon: Gesang, E-Gitarre
- Earl Slick: E-Gitarre
- Hugh McCracken: E-Gitarre
- Tony Levin: Bassgitarre
- George Small: Keyboard
- Andy Newmark: Schlagzeug
- Arthur Jenkins: Perkussion
- Howard Johnson, Grant Hunderford, John Parran, Seldon Powell, George 'Young' Opalisky, Roger Rosenberg, David Tofani, Ronald Tooley: Blasinstrumente

## Veröffentlichung
- Am 17. November 1980 erschien das Album Double Fantasy auf dem sich Cleanup Time befindet.
- Am 1. Oktober 2010 erschien die Doppel-CD Double Fantasy Stripped Down. Disc 1 wird mit Double Fantasy Stripped Down und Disc 2 mit Original Album betitelt. Während die zweite CD die neu remasterte Version des Albums beinhaltet, handelt es sich bei Stripped Down laut CD-Begleitbuch um eine komplette Neuabmischung von Jack Douglas und Yoko Ono, die in den Avatar Studios vorgenommen wurde. Der wesentliche musikalische Unterschied zur Originalabmischung besteht darin, dass die Stimmen von Lennon und Ono deutlicher zu hören sind und diverse Instrumentalbegleitungen und Chöre weggelassen wurden. Cleanup Time ist 58 Sekunden länger.[5]
- Cleanup Time befindet sich auf folgenden John Lennon-Kompilationsalben: Lennon, Gimme Some Truth und Signature Box.

## Coverversionen
Es gibt mindestens eine Coverversion von Cleanup Time.